# Lieftinckia isabellae
Lieftinckia isabellae är en trollsländeart som beskrevs av Maurits Anne Lieftinck 1987. Lieftinckia isabellae ingår i släktet Lieftinckia och familjen flodflicksländor. Inga underarter finns listade i Catalogue of Life.